# Vietnamska demilitarizirana cona
Vietnamska demilitarizirana cona je bilo območje, ustanovljeno kot ločnica med Severnim in Južnim Vietnamom od julija 1954 do 1976 kot posledica prve indokitajske vojne. Med vietnamsko vojno (1955–1975) je postalo pomembno kot razmejitev bojišča, ki ločuje ozemlja Severnega in Južnega Vietnama. Območje je prenehalo obstajati s ponovno združitvijo Vietnama 2. julija 1976, ostaja pa nevarno zaradi številnih neeksplodiranih ubojnih sredstev, posejanih po njem.

## Geografija
Meja med Severnim in Južnim Vietnamom je bila dolga 76,1 kilometra in je potekala od vzhoda proti zahodu blizu sredine današnjega Vietnama znotraj province Quảng Trị. Od začetka na zahodu pri tromeji z Laosom je potekala proti vzhodu v ravni črti, dokler ni dosegla vasi Bo Ho Su na reki Bến Hải. Črta je nato sledila reki po njenem toku proti severovzhodu do Tonkinškega zaliva. Na obeh straneh črte je bila demilitarizirana cona, ki je tvorila tamponsko območje, široko 6,4–9,7 kilometrov. Čeprav je bila nominalno opisana s 17. vzporednikom, meja dejansko ni nikoli sledila vzporedniku, ampak je le prečkala splošno območje te zemljepisne širine.

## Zgodovina
Prva indokitajska vojna (imenovana tudi francoska indokinska vojna) je potekala v Francoski Indokini med letoma 1946 in 1954 med Francijo in državo Vietnam pod francoskim nadzorom na eni strani ter gibanjem za neodvisnost Viet Minh, v katerem so prevladovali komunisti (s podporo Kitajske in ZSSR), na drugi. Viet Minh je zmagal v vojni in pridobil nadzor nad celotnim Severnim Vietnamom, razen enklave okoli Hanoja. 21. julija 1954 se je Republika Francija odrekla nadzoru nad Vietnamom in Demokratično republiko Vietnam priznala kot vlado Severnega Vietnama, hkrati pa je "priznala" državo Vietnam kot vlado Južnega Vietnama.
Postkolonialni pogoji za Vietnam so bili določeni na ženevski konferenci leta 1954, sporazum pa je bil sklenjen 21. julija 1954. Sporazum je odražal vojaške razmere na terenu: severni del Vietnama, ki ga je skoraj v celoti nadzoroval Viet Minh, je postal Demokratična republika Vietnam pod komunističnim voditeljem Ho Ši Minhom; južni del Vietnama, kjer je Viet Minh nadzoroval le razmeroma majhna in izolirana območja, pa je postal neodvisna država Vietnam pod Bảo Đạijem, zadnjim potomcem stare vietnamske cesarske hiše. Država Vietnam je kasneje postala Republika Vietnam. Do volitev je bila vzpostavljena začasna meja, ki je potekala predvsem vzdolž reke Bến Hải, območje na obeh straneh meje pa je bilo razglašeno za demilitarizirano območje – enotam obeh vlad je bil prepovedan vstop na to območje.
Po izbruhu vojne med severnim in južnim Vietnamom v 1950-ih je DMZ postal de facto mednarodna meja. Sama vojna se je razvila v posredni konflikt hladne vojne in v državo je bilo poslanih na tisoče ameriških vojakov. Kljub domnevnemu statusu DMZ je obveščevalna služba 3. marinske divizije ocenila, da je bojna moč NVA in sil Viet Konga na območju DMZ januarja 1968 znašala 40.943 vojakov. Sever je končno zmagal v vojni leta 1975, DMZ pa je prenehala obstajati po ponovni združitvi Vietnama 2. julija 1976.

## Turizem
Raziskovanje demilitariziranega območja je danes mogoče udobno doseči, če se pridruži enemu od različnih izletov, ki se vsak dan začnejo iz Huếja ali Đà Nẵnga. Skupaj z lokalnim vodnikom si na celodnevnem izletu obiskovalec ogleda najbolj znane vojne kraje, kot so bojna baza Khe Sanh, The Rockpile, Ho Chi Minh Trail, postaja Doc-Mieu ali tunele Vinh Moc.
Čeprav se je vietnamska vojna končala pred desetletji, je hoja zunaj označenih poti še vedno lahko nevarna zaradi številnih neeksplodiranih ubojnih sredstev.

## Galerija
- Zemljevid DMZ iz leta 1957
- Zemljevid DMZ iz leta 1966